# Komeda – Inspirations
Komeda – Inspirations – album Jana Bokszczanina wydany 4 grudnia 2010 roku nakładem wytwórni ARMS Records. Nagrano w Kościele Ewangelicko-Reformowanym w Warszawie w maju i czerwcu 2010 roku. Autorem okładki jest Vladimir Tsesler.

## Lista utworów
1. Nim wstanie dzień (Krzysztof Komeda, arr. Michał Lamża) – 5:23
2. Zamyślenie / Niekochana (Wojciech Majewski / Krzysztof Komeda) – 6:10
3. Ja nie chcę spać (Krzysztof Komeda, arr. Michał Lamża) – 3:38
4. Ballad for Bernt (Krzysztof Komeda, arr. Krzysztof Herdzin) – 6:16
5. KOMEDitAtion (Miłosz Bembinow) – 8:14
6. Kattorna (Krzysztof Komeda, arr. Ryszard Borowski) – 5:52
7. Tribute to Komeda (Włodek Pawlik) – 3:51
8. Dreaming Tiffany Before The Breakfast (Dariusz Przybylski) – 7:57
9. Kołysanka Rosemary (Krzysztof Komeda, arr. Michał Lamża) – 5:34
10. Komeda (Adam Sławiński) – 4:10
11. Litania (Krzysztof Komeda, arr. Krzysztof Herdzin) – 7:38
12. Nie jest źle (Krzysztof Komeda, arr. Ryszard Borowski) – 3:26
13. Szara kolęda (Krzysztof Komeda, arr. Marcin Zieliński) – 4:41

## Twórcy
- Jan Bokszczanin – organy (1-13)
- Paweł Gusnar – saksofon altowy, saksofon tenorowy (2, 4, 5, 6, 7, 8, 11)
- Grażyna Auguścik – śpiew (1, 3, 9, 12)
- Ryszard Borowski – flet (3, 9)
- Robert Majewski – trąbka, flugelhorn (2, 6, 11)
- Tomasz Szukalski – saksofon tenorowy (13)